# マキシー・"ブー・ブー"・ホフ
マキシー・"ブー・ブー"・ホフ(Maxie "Booboo" Hoff、1892年(1893年、1895年説もあり) - 1941年4月27日)は、ユダヤ系ドイツ人移民の子でギャングスター。本名マックス・ホフ(Max Hoff)。ギャングスターとしては珍しく酒も煙草もやらなかったという。

## 人物
禁酒法時代のフィラデルフィアで1番力を持ったギャングスターの一人。おもに酒の密売（工業用のアルコールから飲料用のアルコールを作っていた）やボクシングの興行で大金を稼ぐ、フィラデルフィアのスポーツ界にも深く関わっていた。フィラデルフィアの警察の上層部や政治家とのつながりを利用して表では合法、裏では違法事業を行っていた。
1929年にアル・カポネやラッキー・ルチアーノたちも参加したギャングスターの会議（場所はアトランティック・シティ）に参加する。
禁酒法廃止後は脱税で起訴されるなどして、最後は無一文になったという。1941年、自宅で心臓病により急死。

## エピソード
ニューヨーク市マンハッタン区ハーレムにて高級ナイトクラブ「コットン・クラブ」を経営していたアイルランド系ギャングスターのオウニー・マドゥンに頼まれ、ブー・ブー・ホフは人気音楽家のデューク・エリントンをフィラデルフィアからニューヨークに呼び寄せて契約を結ばせた。